# Distritos do País de Gales

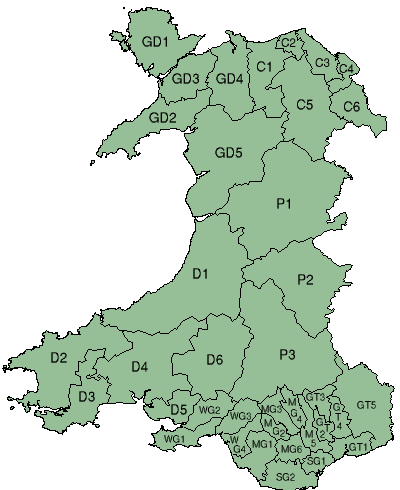
Os extintos distritos do País de Gales.

Os distritos eram uma forma de divisão política, já extinta, que ficou em vigor no País de Gales de 1974 a 1996. Em 1974, o País de Gales foi redividido, sob com uma lei do parlamento britânico de 1972, em 37 distritos. Os Distritos eram, então, uma segunda divisão política do país e estavam dentro, e sob a administração, da primeira divisão oficial, os 8 condados então existentes. Esse sistema de dupla divisão administradiva do governo laocal galês foi abolido em 1996 e recolocados dentro do sistema atual de administração, as Principal Areas (regiões dirigentes).
Cada distrito era administrado por um conselho, ou concílio, distrital eleito. O Conselho tinha direito de pedira a concessão do estatuto de borough, podendo tornar-se o conselho dem um borough e o conselho do borough (borough concil) devia ser chefiado por um prefeito. Além disso, o distrito podia também se valer de uma carta-patente e ganhar a categoria de uma cidade.
Para ver a lista de distritos anteriores a 1974, veja a Lista de distritos rurais e urbanos no País de Gales.

## Distritos extintos
| Código | Distrito                                              | Categoria (status)                  | Condado a qual pertencia | Sucedido por                 |
| ------ | ----------------------------------------------------- | ----------------------------------- | ------------------------ | ---------------------------- |
| GD4    | Aberconwy                                             | Borough                             | Gwynedd                  | Conwy                        |
| WG4    | Afan renomeado para Port Talbot em 1986               | Borough                             | West Glamorgan           | Neath Port Talbot            |
| C4     | Alyn and Deeside                                      | District                            | Clwyd                    | Flintshire                   |
| GD1    | Anglesey - Ynys Môn                                   | Borough                             | Gwynedd                  | Anglesey                     |
| GD3    | Arfon                                                 | Borough                             | Gwynedd                  | Gwynedd                      |
| GT3    | Blaenau Gwent                                         | Borough                             | Gwent                    | Blaenau Gwent, Monmouthshire |
| P3     | Brecknock                                             | Borough                             | Powys                    | Powys                        |
| SG1    | Cardiff                                               | Cidade                              | South Glamorgan          | Cardiff                      |
| D4     | Carmarthen                                            | District                            | Dyfed                    | Carmarthenshire              |
| MG3    | Cynon Valley                                          | Borough                             | Mid Glamorgan            | Rhondda Cynon Taff           |
| D1     | Ceredigion                                            | Distrito                            | Dyfed                    | Ceredigion                   |
| C1     | Colwyn                                                | Borough                             | Clwyd                    | Conwy, Denbighshire          |
| C3     | Delyn                                                 | Borough                             | Clwyd                    | Flintshire                   |
| D6     | Dinefwr                                               | Borough                             | Dyfed                    | Carmarthenshire              |
| GD2    | Dwyfor                                                | District                            | Gwynedd                  | Gwynedd                      |
| GT2    | Islwyn                                                | Borough                             | Gwent                    | Caerphilly                   |
| D5     | Llanelli                                              | Borough                             | Dyfed                    | Carmarthenshire              |
| WG2    | Lliw Valley                                           | Borough                             | West Glamorgan           | Neath Port Talbot, Swansea   |
| C5     | Glyndwr                                               | District                            | Clwyd                    | Denbighshire, Powys, Wrexham |
| GD5    | Meirionnydd                                           | Distrito                            | Gwynedd                  | Gwynedd                      |
| MG4    | Merthyr Tydfil                                        | Borough                             | Mid Glamorgan            | Merthyr Tydfil               |
| GT5    | Monmouth                                              | Distrito e Borough a partir de 1988 | Gwent                    | Monmouthshire                |
| P1     | Montgomery,renomeado para Montgomeryshire em 1986     | Distrito                            | Powys                    | Powys                        |
| WG3    | Neath                                                 | Borough                             | West Glamorgan           | Neath Port Talbot            |
| GT1    | Newport                                               | Borough                             | Gwent                    | Newport                      |
| MG1    | Ogwr                                                  | Borough                             | Mid Glamorgan            | Bridgend, Vale of Glamorgan  |
| D2     | Preseli, renomeado para Preseli Pembrokeshire em 1987 | Distrito                            | Dyfed                    | Pembrokeshire                |
| P2     | Radnor, renomeado para Radnorshire em 1989            | Distrito                            | Powys                    | Powys                        |
| MG2    | Rhondda                                               | Borough                             | Mid Glamorgan            | Rhondda Cynon Taff           |
| C2     | Rhuddlan                                              | Borough                             | Clwyd                    | Denbighshire                 |
| MG5    | Rhymney Valley                                        | District                            | Mid Glamorgan            | Caerphilly                   |
| D3     | South Pembrokeshire                                   | Distrito                            | Dyfed                    | Pembrokeshire                |
| WG1    | Swansea                                               | City                                | West Glamorgan           | Swansea                      |
| MG6    | Taff-Ely                                              | Borough                             | Mid Glamorgan            | Rhondda Cynon Taff, Cardiff  |
| GT4    | Torfaen                                               | Borough                             | Gwent                    | Torfaen                      |
| SG2    | Vale of Glamorgan                                     | Borough                             | South Glamorgan          | Vale of Glamorgan            |
| C6     | Wrexham Maelor                                        | Borough                             | Clwyd                    | Wrexham                      |